# 黑子站
黑子站（日语：／ Kurogo eki */?）是位於茨城縣筑西市辻，屬於關東鐵道的常總線車站。

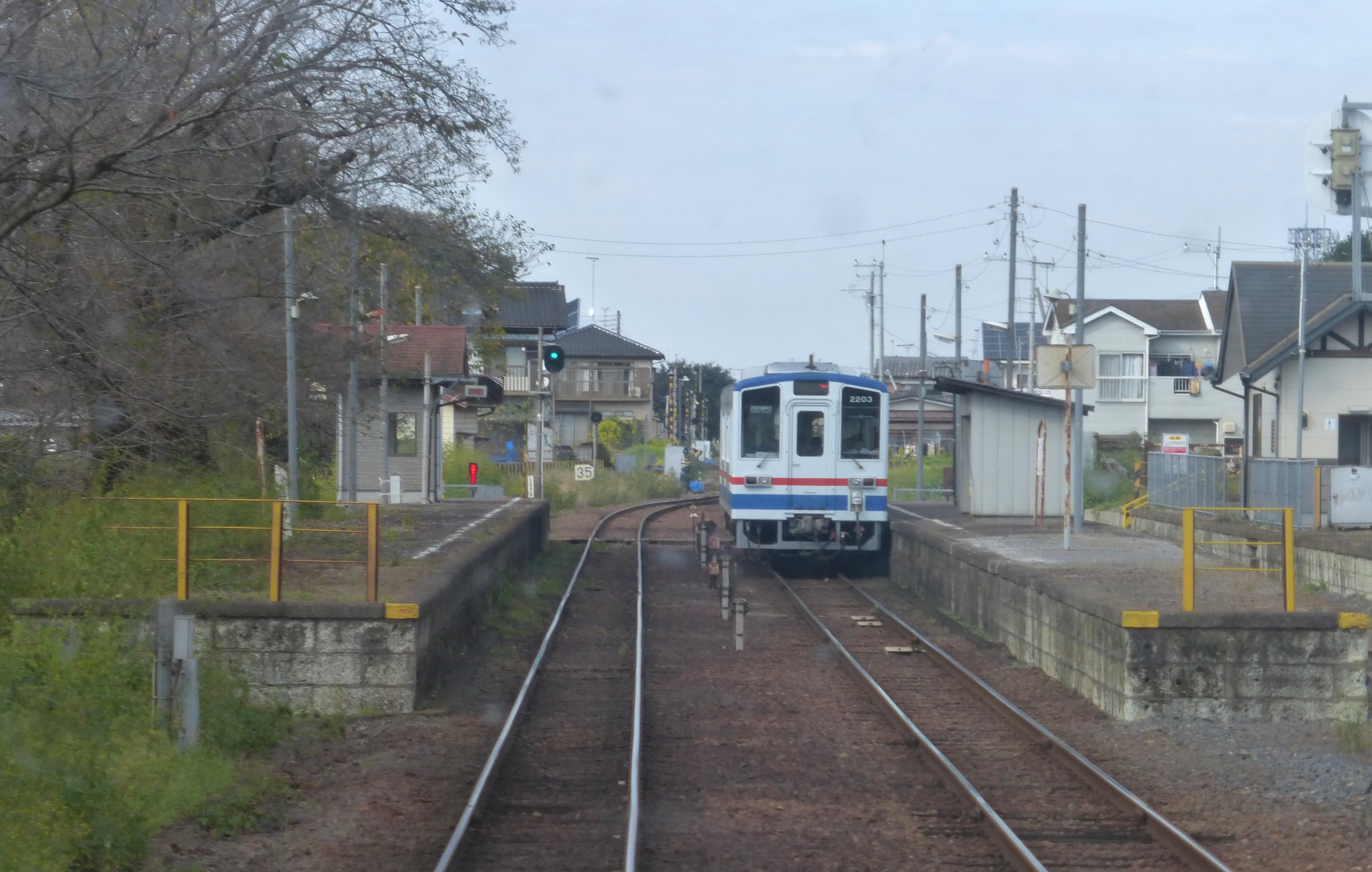
月台全景(2016年10月)

## 概要
本站位於筑西市南部（舊·關城町）。鄰近賞櫻勝地所母子島遊水地與福藏院。

### 在此站行走的運行形態
- 上行（下妻、水海道、守谷、取手方向）
  - 日間每小時設有2班普通列車（前往取手，部分前往守谷）停靠。部分列車可在水海道轉乘另一架前往取手[注釋 1][5]。
- 下行（下館方向）
  - 日間每小時設有2班普通列車（前往下館）停靠[5]。

## 歷史
站名源自於車站啟用當時的所在地村名（真壁郡黑子村）。
- 1913年（大正2年）11月1日 - 常總鐵道（日语：常総鉄道）車站啟用[1]。
- 1945年（昭和20年）3月30日 - 與筑波鐵道（第一代）（日语：筑波鉄道 (初代)）合併，成為常總筑波鐵道（日语：常総筑波鉄道）車站[1]。
- 1965年（昭和40年）6月1日 - 與鹿島參宮鐵道（日语：鹿島参宮鉄道）合併，成為關東鐵道車站[1]。
- 1999年（平成11年）4月1日 - 成為無人車站。
- 2003年（平成15年）8月22日 - 簡易車站大樓（第二代）竣工[1]。
- 2009年（平成21年）3月14日 - 此站可以使用IC卡PASMO[1]。

## 車站構造
此站是地面車站，設有3面3線的混合式月台。此站是無人車站，靠近站房的路軌只用作停泊維護路軌車輛，不作旅客列車上落之用。由於該月台設有柵欄，因此事實上設有2面3線月台。本站前後位於單線區間，因此需行列車交會。
月台靠近下館一方設有站內平交道。各月台上設有候車室。此站曾設有木造站房，但是隨著建築物老化而重建為簡易式站房。站內設有裝載碎石設備。

### 月台
| 月台 | 路線    | 方向                   |
| ---- | ------- | ---------------------- |
| 1    | ■常總線 | （臨時路軌)            |
| 2    | ■常總線 | 水海道、守谷、取手方向 |
| 3    | ■常總線 | 下館方向               |

## 使用狀況
以下為近年乘車人次變化。
| 乘車人員變化 | 乘車人員變化 |
| 年度         | 1日平均人次  |
| ------------ | ------------ |
| 1998         | 154          |
| 1999         | 77           |
| 2000         | 64           |
| 2001         | 58           |
| 2002         | 47           |
| 2003         | 48           |
| 2004         | 48           |
| 2005         | 59           |
| 2006         | 67           |
| 2007         | 70           |
| 2008         | 73           |
| 2009         | 65           |
| 2010         | 67           |
| 2011         | 81           |
| 2012         | 77           |
| 2013         | 84           |
| 2014         | 80           |
| 2015         | 70           |
| 2016         | 77           |
| 2017         | 82           |
| 2018         | 78           |

## 車站周邊
- 黑子郵局
- 筑波銀行（日语：筑波銀行）關城分店（舊：關東筑波銀行（日语：関東つくば銀行）分店）
- 國土交通省 關東地方整備局 下館河川事務所 黑子出張所

## 巴士路線
- 「黑子站入口」巴士站
  - 急行若葉號（日语：わかば号）在2020年2月1日起取消，自從後沒有巴士路線停靠。

## 相鄰車站
關東鐵道
■常總線
快速
通過
普通
騰波之江－黑子－大田鄉

## 注腳

## 外部連結
- 黑子站 | 車站案內 （页面存档备份，存于）（日語） - 關東鐵道